# Éridan II
Eridanus II
Éridan II [lire « deux »] (désignation internationale Eridanus II, en abrégé Eri II), aussi connue comme DES J0344.3-4331, est une galaxie naine située à une distance d'environ 380 kiloparsecs du Soleil, dans la constellation australe de l'Éridan.

## Découverte
Éridan II a été découverte grâce aux données collectées par le Dark Energy Survey (DES) avec le télescope Víctor M. Blanco de l'Observatoire interaméricain du Cerro Tololo au Chili.
Sa découverte a été annoncée en 2015 par Sergey E. Koposov, Vasily Belokurov, Gabriel Torrealba et N. Wyn Evans.

## Caractéristiques
La galaxie naine est probablement sphéroïdale et ultra-pâle.
Elle serait un des satellites de notre galaxie, la Voie lactée, et appartiendrait ainsi au sous-Groupe local.